# Philodina nitida
Philodina nitida är en hjuldjursart som beskrevs av Colin Milne 1916. Philodina nitida ingår i släktet Philodina och familjen Philodinidae.

## Underarter
Arten delas in i följande underarter:
- P. n. decens
- P. n. nitida